# نيستور دوارتي
نيستور دوارتي (بالإسبانية: Néstor Duarte)‏ (8 سبتمبر 1990 بكاياو في بيرو - ) هو مدرب كرة قدم ولاعب كرة قدم بيروفي في مركزي الدفاع وقلب الدفاع. شارك مع منتخب بيرو تحت 17 سنة لكرة القدم ومنتخب بيرو لكرة القدم. أما مع النوادي، فقد لعب مع الجامعي دي بيرو.

## وصلات خارجية
- نيستور دوارتي على موقع الاتحاد الدولي (مؤرشف)  (الإنجليزية)
- نيستور دوارتي على موقع قاعدة بيانات كرة القدم.إي يو (الإنجليزية)
- نيستور دوارتي على موقع ناشيونال فوتبول تيمز (الإنجليزية)
- نيستور دوارتي على موقع Soccerway.com (الإنجليزية)